# Stahnkeus allredi
Espèce
Synonymes
- Serradigitus allredi Sissom & Stockwell, 1991

Stahnkeus allredi est une espèce de scorpions de la famille des Vaejovidae.

## Distribution
Cette espèce se rencontre aux États-Unis en Arizona et au Mexique au Sonora.

## Description
La femelle holotype mesure 18,45 mm et le mâle paratype 20,00 mm.

## Systématique et taxinomie
Cette espèce a été décrite sous le protonyme Serradigitus allredi par Sissom et Stockwell en 1991. Elle est placée dans le genre Stahnkeus par Soleglad et Fet en 2006.

## Étymologie
Cette espèce est nommée en l'honneur de Dorald Mervin Allred.

## Publication originale
- Sissom & Stockwell, 1991 : « The genus Serradigitus in Sonora, Mexico, with descriptions of four new species (Scorpiones, Vaejovidae). » Insecta Mundi, vol. 5, no 3/4, p. 197-214 (texte intégral).